# Stanley Hauerwas
Stanley Hauerwas (n. 24 iulie 1940, Dallas, Texas, SUA) este un teolog și etician aparținând Bisericii Metodiste Unite, profesor de etică teologică la Facultatea de Teologie a Duke University din Durham, Carolina de Nord.
Hauerwas a subliniat importanța virtuții și a caracterului în Biserică. Este cunoscut ca pacifist creștin și promotor al nonviolenței, mentorul său fiind teologul menonit John Howard Yoder. Hauerwas este de asemenea un oponent al naționalismului, în special al patriotismului american, susținând că acesta nu are ce căuta în Biserică. Scrierile sale aluneca uneori în zona paleo-ortodoxiei, deși Hauerwas însuși ar respinge această afirmație. A fost asociat cu mișcarea teologiei narative.
Revista TIME l-a nominalizat în 2001 drept „cel mai bun teolog al Americii”. În același an a fost invitat să conferențieze la prestigioasele Prelegeri Gifford la Universitatea Saint Andrews din Scoția. Prelegerile au fost publicate sub titlul With the Grain of the Universe, text ce tratează și interpretarea dată de Karl Barth conceptului lui Anselm de analogie a credinței.
Hauerwas este un etician teologic binecunoscut și influent în Statele Unite. Dacă John Howard Yoder a încercat să arate care ar fi problemele eticii lui Reinhold Niebuhr în cartea sa din 1972 The Politics of Jesus, Hauerwas a încercat același lucru cu pozițiile lui H. Richard Niebuhr și Paul Tillich, punând în discuție justificările filozofice moderne ale ideii de război drept.
Deși Hauerwas s-a autoidentificat cu Biserica Metodistă Unită pentru cea mai mare parte a carierei sale, în ultima sa lucrare a început să se identifice ca anglican și frecventează în Chapel Hill, Carolina de Nord, o biserică episcopaliană, echivalentă Bisericii Anglicane.

## Scrieri
- A Community of Character
- The Peaceable Kingdom: A Primer in Christian Ethics
- With the Grain of the Universe: The Church's Witness and Natural Theology
- Against the Nations: War and Survival in a Liberal Society
- After Christendom: How the Church Is to Behave If Freedom, Justice, and a Christian Nation Are Bad Ideas
- Unleashing the Scripture: Freeing the Bible from Captivity to America
- Resident Aliens: Life in the Christian Colony (împreună cu William Willimon)